# Microtus rozianus
Microtus rozianus är en gnagare i släktet åkersorkar som förekommer på Iberiska halvön. Populationen infogades tidigare som synonym i åkersorken och den godkänns i Handbook of the Mammals of the World (2017) som art.
Ett exemplar hade en kroppslängd (huvud och bål) av 100 mm och en svanslängd av 39 mm. Med hjälp av yttre kännetecken kan arten inte skiljas från åkersorken. Skillnaden består i avvikande genetiska egenskaper.
Microtus rozianus lever i norra Portugal och nordvästra Spanien. Den vistas i marskland och buskskogar. Typiska växter är strandtåg, bladvass, litet marskgräs, glasört, Salicornia perennans, Atriplex portulacoides och amarantväxter. Arten äter olika växtdelar.
Fram till 2023 var arten inte bedömt av IUCN. Rester hittas ofta i ugglornas spybollar.